# Selectorのディスコグラフィ
- WIXOSS > selector infected WIXOSS > Selectorのディスコグラフィ
- WIXOSS > selector radio WIXOSS > Selectorのディスコグラフィ

selectorのディスコグラフィ（セレクターのディスコグラフィ）では、日本のアニメ作品『selector』シリーズ（テレビシリーズ第1期『selector infected WIXOSS』および第2期『selector spread WIXOSS』、劇場版『selector destructed WIXOSS』）およびインターネットラジオ『selector radio WIXOSS』関連のCDについて記述する。
発売元はブルーレイ/DVD特典CDおよびベストアルバムがワーナー・ブラザース・ホームエンターテイメント、ラジオCDおよび各種特典・限定CDがタブリエ・コミュニケーションズ。

## ブルーレイ/DVD特典CD
テレビシリーズ第1期『selector infected WIXOSS』（以下『第1期』または『infected』）、第2期『selector spread WIXOSS』（以下『第2期』または『spread』）のブルーレイ/DVD各3巻（全6巻）のBOXに同梱されている特典CD（初回限定特典ではない）は以下の通りである。
『infected』『spread』とも、music particle.2（サウンドトラック）はiTunes Storeで配信されている。

### selector infected WIXOSS music particle.1
2014年8月27日発売の『infected』1巻特典。分島花音が歌うオープニング「killy killy JOKER」のテレビサイズとCyuaが歌うエンディング「realyze -夢の待つ場所-」のフルサイズ、アレンジ3種、インストゥルメンタル、テレビサイズを収録。
- 商品番号：1000507258-CD

収録曲
1. killy killy JOKER (TV Size)
2. realize -夢の待つ場所-
3. realize -夢の待つ場所- 〜White Hope Mix〜
4. realize -夢の待つ場所- 〜Red Ambition Mix〜
5. realize -夢の待つ場所- 〜Green Wanna Mix〜
6. realize -夢の待つ場所- (Instrumental)
7. realize -夢の待つ場所- (TV Size)

#### realize -夢の待つ場所-
『infected』エンディングテーマ。作詞：六ツ見純代・佐藤卓哉、作曲・編曲：前口渉。
シングルは市販されなかったが、原曲は2014年10月22日からiTunes Store他で配信されている。第11話ではアレンジ3種のうち「White Hope Mix」が使用された。1.〜4. は後にベストアルバムへ収録されている。

### selector infected WIXOSS music particle.2
2014年12月19日発売の『infected』3巻特典。劇中で使われたBGMのサウンドトラック。
- 商品番号：1000507450-CD

収録曲
| トラック | 曲名                    | 作曲     |    | トラック                              | 曲名       | 作曲     |
| -------- | ----------------------- | -------- | -- | ------------------------------------- | ---------- | -------- |
| 01       | Trembling Miracle       | 井内舞子 |    | 17                                    | 空っぽの私 | 井内舞子 |
| 02       | Delete the world        | 井内舞子 | 18 | ともだち                              |            | 井内舞子 |
| 03       | 日常 〜 Missing parts   | 井内舞子 | 19 | ひとえ                                |            | 井内舞子 |
| 04       | おばあちゃん            | 井内舞子 | 20 | Battle 〜 Even if I Hurt Someone      |            | 井内舞子 |
| 05       | 逃げろ!                 | 井内舞子 | 21 | Battle 〜 Even if I Hurt Myself       |            | 井内舞子 |
| 06       | ゆづき                  | 井内舞子 | 22 | This Sadness May Leave Me             |            | 井内舞子 |
| 07       | 日常 〜 Brasted piano   | 井内舞子 | 23 | あきら                                |            | 井内舞子 |
| 08       | タマ、おねむ            | 井内舞子 | 24 | わるいこ                              |            | 井内舞子 |
| 09       | 悪夢 〜 Reversing wish  | 井内舞子 | 25 | Profane Wish                          |            | 井内舞子 |
| 10       | 学校生活                | 井内舞子 | 26 | 止めなきゃ!                           |            | 井内舞子 |
| 11       | 何かが始まりそう        | 井内舞子 | 27 | Battle 〜 Culmination                 |            | 井内舞子 |
| 12       | バトル、やろう!         | 井内舞子 | 28 | Battle 〜 Negative Chain              |            | 井内舞子 |
| 13       | 夢限少女                | 井内舞子 | 29 | 静かな恐怖                            |            | 井内舞子 |
| 14       | バトルフィールド        | 井内舞子 | 30 | マイナス                              |            | 井内舞子 |
| 15       | Battle 〜 名前を呼んで! | 井内舞子 | 31 | LRIG                                  |            | 井内舞子 |
| 16       | もっとバトルを          | 井内舞子 | 32 | Battle 〜 Why Not Eliminate The World |            | 井内舞子 |

### selector spread WIXOSS music particle.1
2015年2月25日発売の『spread』1巻特典。分島花音が歌うオープニング「world's end, girl's rondo」のテレビサイズとCyuaが歌うエンディング「Undo -明日への記憶-」のフルサイズ、アレンジ2種、インストゥルメンタル、テレビサイズを収録。
- 商品番号：1000507451-CD

収録曲
1. world's end, girl's rondo (TV Size)
2. Undo -明日への記憶-
3. Undo -明日への記憶- 〜Blue Appli Mix〜
4. Undo -明日への記憶- 〜Black Desire Mix〜
5. Undo -明日への記憶- (Instrumental)
6. Undo -明日への記憶- (TV Size)

#### Undo -明日への記憶-
『spread』エンディングテーマ。作詞：六ツ見純代・佐藤卓哉、作曲・編曲：前口渉。
「realize -夢の待つ場所-」に引き続きシングルは市販されなかったが、後にアレンジ2種を含めてベストアルバムへ収録されている。

### selector spread WIXOSS music particle.2
2015年4月22日発売の『spread』2巻特典。劇中で使われたBGMのサウンドトラック。
- 商品番号：1000507452-CD

収録曲
| トラック | 曲名                                     | 作曲     |    | トラック                      | 曲名                      | 作曲     |
| -------- | ---------------------------------------- | -------- | -- | ----------------------------- | ------------------------- | -------- |
| 01       | Battle 〜 I can make your wish come true | 井内舞子 |    | 18                            | Battle 〜 もう,限界なんだ | 井内舞子 |
| 02       | どうして泣いているの?                    | 井内舞子 | 19 | 繭と白い部屋                  |                           | 井内舞子 |
| 03       | 不思議                                   | 井内舞子 | 20 | ひびわれ 〜 Brasted piano     |                           | 井内舞子 |
| 04       | ちより                                   | 井内舞子 | 21 | うりす                        |                           | 井内舞子 |
| 05       | ちよりんがー, ちよるんばー, ちょりそー   | 井内舞子 | 22 | 思い込み?                     |                           | 井内舞子 |
| 06       | ギコチナイ                               | 井内舞子 | 23 | うつろな存在                  |                           | 井内舞子 |
| 07       | ゆっくりと                               | 井内舞子 | 24 | みんなでやりなおそう?         |                           | 井内舞子 |
| 08       | ウリス と いおな                         | 井内舞子 | 25 | Battle 〜 Consternation       |                           | 井内舞子 |
| 09       | 嘘と欲望, 壊れてぐちゃぐちゃ             | 井内舞子 | 26 | 対峙と痛み                    |                           | 井内舞子 |
| 10       | イオナ と あきら                         | 井内舞子 | 27 | 傷                            |                           | 井内舞子 |
| 11       | 苛立ちと恐怖                             | 井内舞子 | 28 | だけど                        |                           | 井内舞子 |
| 12       | 献身と依存 〜 Devotion                   | 井内舞子 | 29 | ユキ                          |                           | 井内舞子 |
| 13       | Conflict                                 | 井内舞子 | 30 | Profane Wish 〜 Brasted piano |                           | 井内舞子 |
| 14       | 新しいかたち                             | 井内舞子 | 31 | もしかしたら                  |                           | 井内舞子 |
| 15       | 日常 〜 ふたせ                           | 井内舞子 | 32 | それぞれの優しさ              |                           | 井内舞子 |
| 16       | 迷い道                                   | 井内舞子 | 33 | 扉                            |                           | 井内舞子 |
| 17       | ふみお                                   | 井内舞子 | 34 | infinite Girl                 |                           | 井内舞子 |

### 劇場版selector destructed WIXOSS 特典CD
2016年8月24日発売の劇場版『destructed』ブルーレイ/DVD初回盤特典。劇中で使われたBGMのサウンドトラック（1.〜21.）と新作CDドラマ（トラック22.）。
- 商品番号：1000619656-CD

収録曲
| トラック | 曲名                                        | 作曲     |    | トラック                                              | 曲名                                      | 作曲     |
| -------- | ------------------------------------------- | -------- | -- | ----------------------------------------------------- | ----------------------------------------- | -------- |
| 01       | 名付けられた日                              | 井内舞子 |    | 12                                                    | Battle 〜 Consternation (for destructed)  | 井内舞子 |
| 02       | Main Title 〜 return to that place          | 井内舞子 | 13 | Battle 〜 I will never be saved                       |                                           | 井内舞子 |
| 03       | Battle 〜 Culmination (with undervoice mix) | 井内舞子 | 14 | fragile6 〜 Interruption                              |                                           | 井内舞子 |
| 04       | fragile1 〜 かよわい小鳥                    | 井内舞子 | 15 | Battle 〜 Why not elminate the world (for destructed) |                                           | 井内舞子 |
| 05       | Battle 〜 Negative Chain (breakdown mix)    | 井内舞子 | 16 | Battle 〜 your name                                   |                                           | 井内舞子 |
| 06       | fragile2 〜 大切な友達                      | 井内舞子 | 17 | a coup de grace                                       |                                           | 井内舞子 |
| 07       | fragile3 〜 渦の中                          | 井内舞子 | 18 | Infinite Girl (Shine Ver.)                            |                                           | 井内舞子 |
| 08       | Delete the world (for destructed)           | 井内舞子 | 19 | I'm all alone 〜 replay                               |                                           | 井内舞子 |
| 09       | fragile4 〜 Being hijacked                  | 井内舞子 | 20 | fragile6 〜 Interruption                              |                                           | 井内舞子 |
| 10       | I'm all alone                               | 井内舞子 | 21 | Ever After                                            |                                           | 井内舞子 |
| 11       | fragile5 〜 本当に脆いものは                | 井内舞子 | 22 | 晶さんとおかしな二人のselector girly☆talk             | 晶さんとおかしな二人のselector girly☆talk |          |

#### 晶さんとおかしな二人のselector girly☆talk
あらすじ
ルリグたちが解放されて人間に戻った後、行き先を決めずバス旅行を楽しんでいたミルルン（声 - 日高里菜）が降り立ったバス停でかつて自分のセレクターだった蒼井晶（声 - 赤﨑千夏）と再会する。晶はミルルンの前に自分のルリグだったピルルクこと水嶋清衣（声 - 大西沙織）と待ち合わせをしているが、清衣は約束の時間になってもまだ姿を現さない。
ミルルンの提案で2人がセレクターとルリグだった頃の思い出話に花を咲かせる中ようやく清衣が到着し、初対面のミルルンに晶が読者モデルに復帰して雑誌で活躍している姿を見かけて懐かしくなったので清衣の方から連絡を取って交友が続いていることを打ち明ける。初対面の2人は晶がセレクターだった頃の思い出話で盛り上がるが、古傷をえぐられるも同然の晶は次第にいら立ちを隠しきれなくなって行った。

## 「selector」Best -Ever After-
『「selector」Best -Ever After-』（セレクターベスト エバーアフター）は、2016年12月21日に発売された「selector」シリーズのベストアルバム。テレビシリーズのエンディング2曲と劇場版挿入歌、ブルーレイ/DVD初回盤特典「music particle」のみ収録されていた各種アレンジを収録している。
初回盤はTCG用プロモーションカード《セレクター》（イラスト：bomi）を同梱。
収録曲
1. realize -夢の待つ場所- [4:44]
2. realize -夢の待つ場所- (White Hope Mix) [4:42]
3. realize -夢の待つ場所- (Red Ambition Mix) [4:50]
4. realize -夢の待つ場所- (Green Wanna Mix) [4:42]
5. Undo -明日への記憶- [4:25]
6. Undo -明日への記憶- (Blue Appli Mix) [4:23]
7. Undo -明日への記憶- (Black Desire Mix) [4:24]
8. Ever After [5:05]

## ラジオCD
各巻ともインターネットラジオ『selector radio WIXOSS』録り下ろしパートを収録したオーディオCDと番組のゲストパート部分を収録したデータCDの2枚組。これとは別に、音泉通販限定特典CDとコミックマーケットの企業ブース限定CD、2015年11月に開催された公開録音の来場者特典CDなどが製作されている。ジャケットは『なかよしCD サンぽ編』を除いて坂井久太が描き起こしている。
各巻のデータCDに収録されているゲストパートの出演者については、selector radio WIXOSS#各話リストを参照。

### Vol.1
2014年11月26日発売。初回盤には番組内でイラスト案を募集したタカラトミーのトレーディングカードゲーム（TCG）『WIXOSS』プロモカード・PR-099《噴流する知識》が付属。
- 商品番号：TBZR-0309/0310

オーディオCD
新規録り下ろし。パーソナリティは加隈亜衣、パートナー（天の声）は久野美咲、ゲスト（天の声）は佐倉綾音。
1. オープニング
2. selector radio WIXOSSの軌跡
3. ウィ風呂ス
4. エンディング

データCD
第1 - 13回のゲストパート部分を収録。
久野ポン天の声シリーズにゃん♪
音泉通販限定でVol.1購入時に付属する特典CD。番組中でエフェクトとして使用されている久野美咲の「天の声」を収録したボイス集。
- 商品番号：SERASP-0002

### Vol.2
2015年2月25日発売。初回盤には北九州市で開催された公開録音で来場者の反応によりイラスト案を決定したTCG『WIXOSS』プロモカード・PR-119《ドーピング》が付属。
- 商品番号：TBZR-0347/0348

オーディオCD
新規録り下ろし。パーソナリティは加隈亜衣と久野美咲、ゲスト（天の声）は茅野愛衣。
1. オープニング
2. selector radio WIXOSSの軌跡2
3. 誰を選ぶ? selector加隈さん
4. エンディング

データCD
第14 - 26回のゲストパート部分を収録。
久野ポン! 瀬戸ポン! 佐倉ポン! くまぽん! 天の声シリーズぽんぽん祭り♪
音泉通販限定でVol.2購入時に付属する特典CD。番組中でエフェクトとして使用されている久野美咲の「天の声」に加えてパーソナリティの加隈亜衣、番組にゲスト出演した佐倉綾音、瀬戸麻沙美の録り下ろし「天の声」を収録したボイス集。
- 商品番号：SERASP-0004

selector radio WIXOSS とらのあなスペシャル
コミックとらのあなの店頭および通販限定でVol.2購入時に付属した特典CD。
1. OP〜ガオガオテーマトーク〜ED（タマならぬ『トラ』が参加!）
2. TR.1のアンサートラック（トラの「心の声」入り）

- 商品番号：SERASP-1001

### Vol.3
2015年4月29日発売。初回盤には番組内のアンケートでイラスト案を決定したTCG『WIXOSS』プロモカード・PR-155《ラッキーガード》が付属。
- 商品番号：TBZR-0347/0348

オーディオCD
新規録り下ろし。パーソナリティは加隈亜衣と久野美咲、ゲスト（天の声）は種田梨沙。
1. オープニング
2. 白窓の部屋へようこそ
3. せーので色をselector
4. エンディング

データCD
第27 - 39回のゲストパート部分を収録。
あきらっきーへっちゃらポンだよ!! 久野ポン! 茅野ポン! 種田ポン! 小湊家も一緒に! ポンポン一家だ! や～だ、ポンポン♪
音泉通販限定でVol.3購入時に付属する特典CD。番組中でエフェクトとして使用されている久野美咲の「天の声」に加えてパーソナリティの加隈亜衣、番組にゲスト出演した茅野愛衣、赤﨑千夏、種田梨沙、久保田民絵、石谷春貴の録り下ろし「天の声」を収録したボイス集。
- 商品番号：SERASP-0005

### Vol.4
2015年9月30日発売だが、前月のコミックマーケット88でも音泉ブースで先行販売された。初回盤には番組内のアンケートでフレーバーテキストを決定したTCG『WIXOSS』プロモカード・《ゲット・レデイ》と11月1日に開催される『selector radio WIXOSS -Booster Pack-』公開録音のチケット販売申込券が付属。
- 商品番号：TBZR-0496/0497

オーディオCD
新規録り下ろし。パーソナリティは加隈亜衣と久野美咲、ゲスト（天の声）は日高里菜。
1. オープニング
2. 夏っぽい遊び（ビーチボール・スイカ割り）
3. ご飯（焼きそば・かき氷）
4. エンディング

データCD
第40 - 52回のゲストパート部分を収録。

### Vol.5
2016年5月25日発売。初回盤にはTCG『WIXOSS』プロモカード1枚が付属。
- 商品番号：TBZR-0572/573

オーディオCD
新規録り下ろし。パーソナリティは加隈亜衣と久野美咲。
1. オープニング
2. ゲストトーク
3. 名前をつけましょう?
4. director radio WIXOSS
5. エンディング

データCD
第53 - 65回のゲストパート部分を収録。
久野ポンとおしゃべりしましょ♪ ～久野ポンの冒険～
音泉通販限定でVol.5購入時に付属する特典CD。

### コミックマーケット限定CD
コミックマーケットの企業ブース限定のCD。
selector radio WIXOSS 入門編CD
2014年8月のコミックマーケット86で限定販売されたCD。『selector radio WIXOSS』およびアニメ『selector』シリーズの初心者向けに加隈亜衣と久野美咲が解説を行う。
- 商品番号：SERASP-0001

selector radio WIXOSS なかよしCD
2014年12月のコミックマーケット87で限定販売されたCD。加隈亜衣と久野美咲が博多港の湾内クルーズに参加した際の様子や「天の声 はかタマボイス」を収録。
- 商品番号：SERASP-0003

selector radio WIXOSS なかよしCD Chu～☆
2015年8月のコミックマーケット88で限定販売されたCD。加隈亜衣と久野美咲がタカラトミー製品のココロスキャナー、ポカスカ☆ハンマー、バトロボーグ4Gで遊ぶ様子を収録。
- 商品番号：SERASP-0006

selector radio WIXOSS なかよしCD サンぽ編
2015年12月のコミックマーケット89で限定販売されたCD。加隈亜衣と久野美咲がタカラトミー本社の所在地である東京都葛飾区立石の商店街を散策する様子やタカラトミー本社内の社会科見学を収録。
このCDでは従来のラジオCDと異なり、いとうのいぢがジャケットを描いている（新規描き起こしではなくTCG用カード《永遠の巫女 タマヨリヒメ》を転用）。
- 商品番号：SERASP-0008

### イベント来場者限定特典CD
公開録音の来場者特典などイベント限定のCD。
selector radio WIXOSS うぇるかむ久野ポン ～イベントだっ！ 祭りだ！ ポンッ～
2015年11月1日に浜離宮朝日ホールで開催された『selector radio WIXOSS -Booster Pack-』公開録音の来場者特典CD。
- 商品番号：SERASP-0007

selector radio WIXOSS番外編 ちよりとエルドラの小部屋
2016年8月7日に東京ビッグサイトで開催された「WIXOSS Summer Store」、8月28日に開催された「小樽アニメパーティー2016」で限定販売されたラジオの番外編。出演はちより役の杜野まことエルドラ役の新井里美。
- 商品番号：SERASP-0010